# Paradoxophyla
Paradoxophyla é um gênero de anfíbios da família Microhylidae.
As seguintes espécies são reconhecidas:
- Paradoxophyla palmata (Guibé, 1974)
- Paradoxophyla tiarano Andreone, Aprea, Odierna & Vences, 2006